# Biel, Aragonien
Biel är en ort och kommun i provinsen Zaragoza i den autonoma regionen Aragonien i nordöstra Spanien. Orten ligger cirka 82 kilometer norr om Zaragoza. Kommunen har 170 invånare (2024), på en yta av 130,73 km².